# بوتوتا
بوتوتا (به لاتین: Botota) یک منطقهٔ مسکونی در سری‌لانکا است که در استان مرکزی (سری‌لانکا) واقع شده‌است.